# 杜纳耶夫斯基农村居民点
杜纳耶夫斯基农村居民点（俄语：Дроновское сельское поселение）是俄罗斯联邦布良斯克州卡拉切夫区所属的一个农村居民点。其下辖有14个居民点，行政中心为杜纳耶夫斯基。据2015年统计，该农村居民点的人口为975人。